# 동아TV
동아TV(Donga TV)는 여성을 메인 타깃으로 한 패션 및 라이프 스타일 전문 텔레비전 채널이다.

## 연혁
동아TV의 전신은 1992년 6월 세워진 (주)동아마스터비전이다.
동아TV는 20, 30대 여성을 위한 라이프스타일 전문 유선방송이며 주요 사업은 인터넷 TV, 패션 및 미용 전문채널 TV 방송, 디지털 데이터 방송이다.
1993년 11월 (주)동아텔레비전으로 상호 변경되었는데 당시에는 동아그룹 계열이었으며  1998년 7월 최종 부도 처리된 후 같은 달 10월 31일 케이블TV 업계 최초로 방송 중단됐다.
그 후, 1999년 5월 인터파크에 인수된 한편 같은 달 27일부터 방송이 재개되었으며   같은 해 6월 국내 최초의 패션과 미용 전문 채널로 전환하였다.
2002년 3월 위성방송에 진출하였고, 2006년 1월 인터파크가 지분을 매각했다.
2007년 3월 유씨아이콜스에 매각되었으며  7월 HD 송출 및 제작을 시작하였고 같은 해 10월 헤럴드에 인수되었으며 그 해 11월 헤럴드동아TV로 상호명이 변경됐다.
이후, 2008년 2월 HMX동아TV로 상호명이 변경되었으며 같은 해 3월 채널동아로 채널명과 CI가 변경됐고 2014년 6월, 개국 15년을 맞아 '비욘드동아'로 채널명 및 BI를 교체했다. 2015년 5월 헤럴드는 채널과 부대사업을 LF(대표 구본걸)에 매각했다. 그 이후 패션 컨텐츠를 기본으로 요리와 운동, 지식, 연예, 오락 등을 포괄하는 라이프스타일 여성 채널로 확대했으며 같은 해 6월 현재의 채널명으로 바뀌었다.
한편, 해당 채널에서 만든 드라마로 문화평론가 하재봉이 연출한 <블루스 하우스>가 있는데 이 작품은 드라마에 연극적 요소를 첨가해 새로운 형태의 드라마를 선보였다.